# Csho Minguk
Csho Minguk (hangul: 조민국, handzsa: 曺敏國, RR: Cho Min-kook; Szöul, 1963. július 5. –) dél-koreai válogatott labdarúgó.

## Pályafutása

### Klubcsapatban
1986 és 1992 között az LG Cheetahs csapatában játszott, melynek tagjaként 1990-ben bajnoki címet szerzett.

### A válogatottban
1983 és 1991 között 46 alkalommal játszott a dél-koreai válogatottban és 5 gólt szerzett. Részt vett az 1988-as Ázsia-kupán, illetve az 1986-os és az 1990-es világbajnokságon. Tagja volt az 1988. évi nyári olimpiai játékokon szereplő válogatott keretének is.

## Sikerei, díjai
LG Cheetahs
- Dél-koreai bajnok (1): 1990

Dél-Korea
- Ázsia-kupa döntős (1): 1988